# 蘇格蘭FWA年度最佳青年球員
蘇格蘭FWA年度最佳青年球員（英語全名Scottish Football Writers' Association Young Player of the Year，通常稱為SFWA Young Player of the Year，或簡稱為Scottish Young Player of the Year）是每年頒發予蘇格蘭頂級足球聯賽蘇格蘭足球超級聯賽上一球季表現最出色的青年（23歲以下）球員。候選名單由「蘇格蘭足球記者協會」（Scottish Football Writers' Association，簡稱SFWA）的會員訂定及選出最後的獲獎球員。

## 歷屆獲獎人
| 年度      | 球員名稱                          | 效力球會   |
| --------- | --------------------------------- | ---------- |
| 2024–25年 | 藍儂·米勒（Lennon Miller）        | 马瑟韦尔   |
| 2023–24年 | 大衛·華森（David Watson）         | 基马诺克   |
| 2022–23年 | 麥斯·莊士頓（Max Johnston）       | 马瑟韦尔   |
| 2021–22年 | 奇雲·藍斯（Calvin Ramsay）        | 鴨巴甸     |
| 2020–21年 | 約書亞·杜伊格（Josh Doig）        | 喜伯年     |
| 2019–20年 | 路易斯·費格遜（Lewis Ferguson）   | 鴨巴甸     |
| 2018–19年 | 大衛·杜布爾（David Turnbull）     | 馬瑟韋爾   |
| 2017–18年 | 基蘭·泰亞尼（Kieran Tierney）     | 些路迪     |
| 2016–17年 | 基蘭·泰亞尼（Kieran Tierney）     | 些路迪     |
| 2015–16年 | 基蘭·泰亞尼（Kieran Tierney）     | 些路迪     |
| 2014–15年 | 萊安·克里斯蒂（Ryan Christie）    | 因華尼斯   |
| 2013–14年 | 史堤夫·美爾（Stevie May）         | 聖莊士東   |
| 2012–13年 | 史超活·岩士唐（Stuart Armstrong） |            |
| 2011–12年 | 詹姆斯·福里斯特（James Forrest）  | 些路迪     |
| 2010–11年 | （David Goodwillie）              |            |
| 2009–10年 | （Danny Wilson）                  |            |
| 2008–09年 | （Steven Fletcher）               | 喜百年     |
| 2007–08年 | （Steven Fletcher）               | 喜百年     |
| 2006–07年 | （Scott Brown）                   | 喜百年     |
| 2005–06年 | （Steven Naismith）               | 基爾馬諾克 |
| 2004–05年 | （Derek Riordan）                 | 赫斯       |
| 2003–04年 | （Craig Gordon）                  | 赫斯       |
| 2002–03年 | （Zurab Khizanishvili）           |            |
| 2001–02年 | （James McFadden）                | 馬瑟韋爾   |